# Вейнберг (гора)
Вейнберг (англ. Mount Veynberg) — гора высотой около 900 м, расположена на западном побережье Антарктического полуострова.
Нанесена на карту в 1948—1959 годах. Названа Британским комитетом по антарктическим названиям в честь Бориса Петровича Вейнберга (1871—1942), русского физика, проводившего в лабораторных условиях передовые опыты по изучению свойств льда. Впервые в мире в 1936 году им были изучены механические свойства и текучесть льда в лабораторных условиях.